# Granitova
Granitova je ulice v Hloubětíně na Praze 9, která prochází rezidenční čtvrtí Suomi Hloubětín. Vychází z kruhové křižovatky s ulicí Laponskou jihovýchodním směrem a ústí do ulice Saarinenova.

## Historie a názvy
Nově vzniklá ulice byla pojmenována v roce 2017 podle profesora Ragnara Arthura Granita (1900–1991), finsko-švédského neurofyziologa a nositele
Nobelovy ceny (1967). V rezidenční čtvrti Suomi Hloubětín mají (nejen) veřejná prostranství společného jmenovatele, a sice Finsko. Do stejné skupiny názvů ulic, které připomínají finské osobnosti a oblasti, patří i Laponská, Saarinenova a Revellova.
Ve 20. letech 20. století v této oblasti na jih od Kolbenovy vznikla nouzová kolonie Čína nebo také V Číně, případně Indočína a následně ještě jižněji zahrádkářská osada Rajská zahrada. Ulice kopíruje trasu bývalé železniční vlečky ČKD, v okolí býval brownfield. Na východní straně ulice je zeleň a do začátku roku 2019 tam bývaly i oplocené rekreační objekty (malá zahrádkářská osada). Na západní straně ulice jsou 2 bytové domy, které byly dokončeny v roce 2017.
Z ulice je po schodech přístup na tramvajovou zastávku Vozovna Hloubětín.

## Budovy a instituce
- Bytové domy čp. 1115, Granitova 2, 4, 6, 8. První dokončený projekt ve čtvrti Suomi Hloubětín z roku 2017 se skládá ze dvou nízkoenergetických domů (D1 - jižní, D2 - severní), které mají čtyři samostatné vchody. Domy jsou šestipodlažní a patří k nim společný suterénní prostor o dvou patrech se 146 parkovacími stáními, místnost pro mytí kol a psů a dětské hřiště. Tato první etapa výstavby nazvaná Espoo nabídla celkem 149 bytů (severní dům 76 bytů a jižní dům 73 bytů) v kategoriích od 1+kk po 5+kk o velikostech 31 až 130 metrů čtverečních.[3][4] Na vchodových dveřích jsou vyobrazeny podkovy, což je symbol převzatý ze znaku města Espoo.

## Galerie

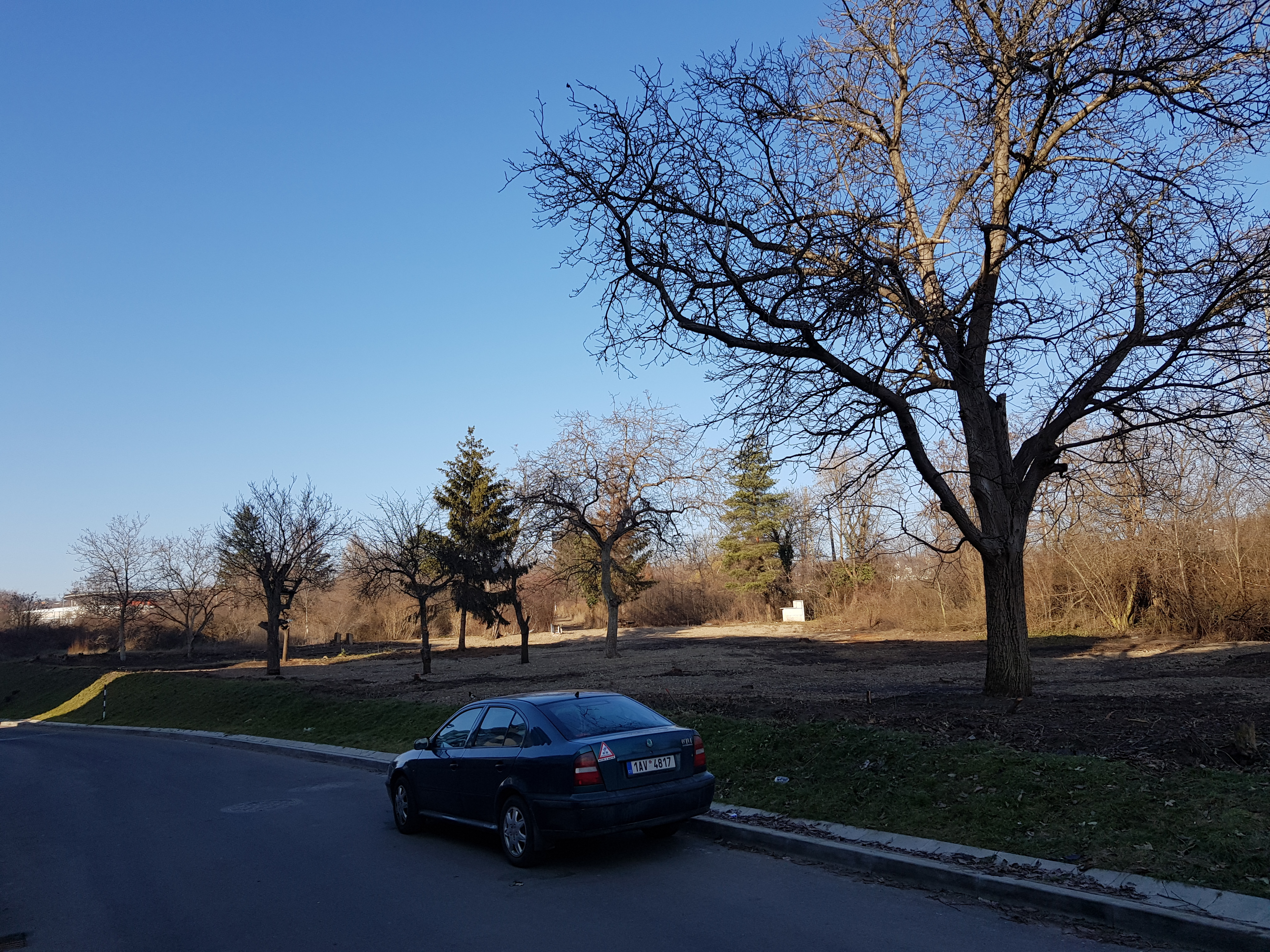
Severovýchodní strana ulice (stav 2019), kde bude v dolní části parková úprava a v horní části bude postaven projekt Lappi Hloubětín.
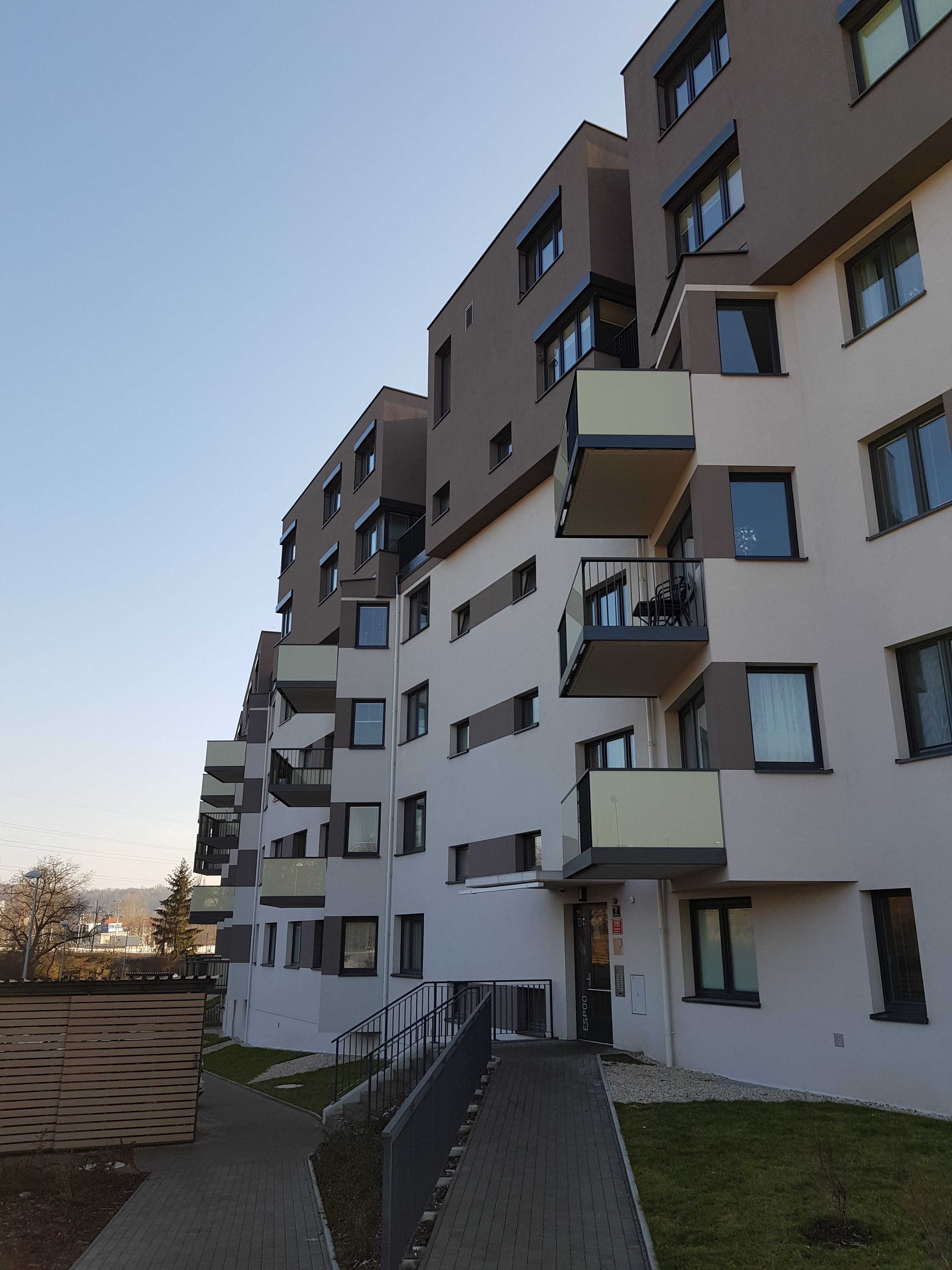
Fasáda domu čp. 1115
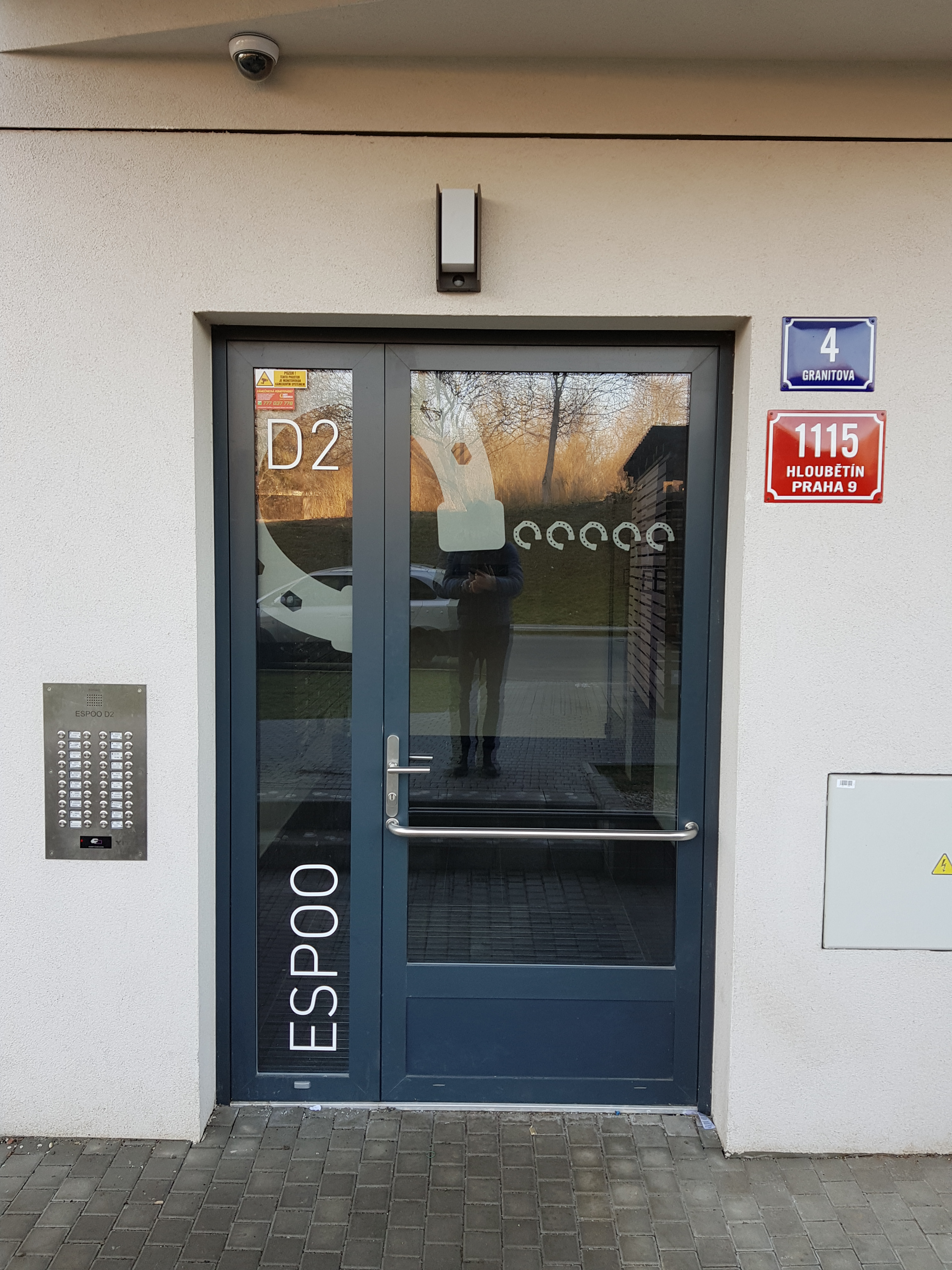
Vchod do domu čp. 1115 s označením projektu (Espoo), budovy (D2) a podkovami
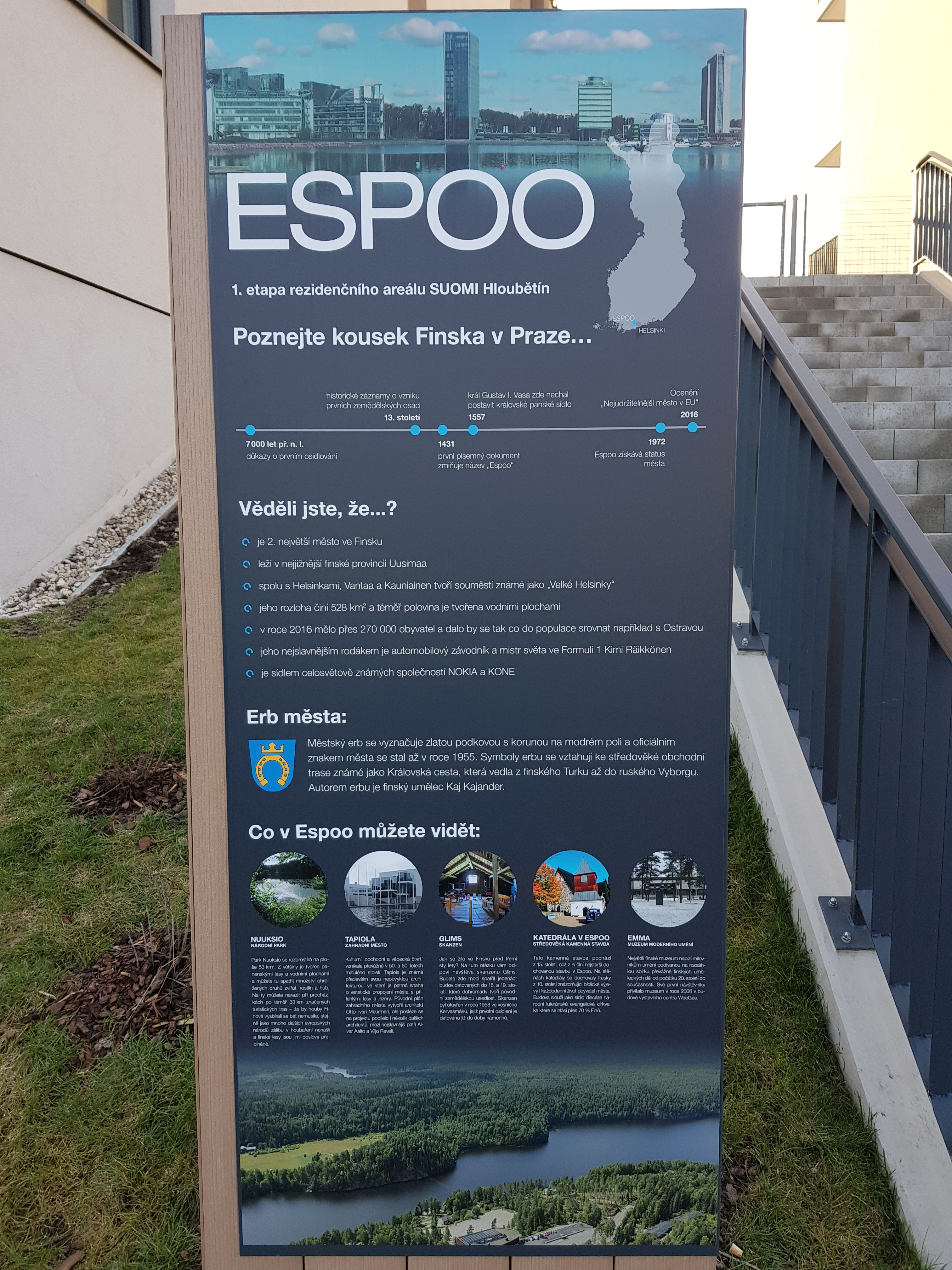
Reklama na finské město Espoo, po kterém je pojmenována 1. etapa projektu